# Považská Bystrica
Pour les articles homonymes, voir Bystrica.
Považská Bystrica (allemand : Waagbistritz, hongrois : Vágbeszterce) est une ville de la région de Trenčín en nord-ouest de Slovaquie.

## Histoire
La première mention écrite de la ville date de 1330.

## Démographie

### Évolution de la population
| Année:               | 1994.  | 2004.   | 2014.   | 2024.   |
| -------------------- | ------ | ------- | ------- | ------- |
| Nombre de personnes: | 42 737 | 42 320  | 40 569  | 36 961  |
| Différence:          |        | -0,97 % | -4,13 % | -8,89 % |

| Année:               | 2023.  | 2024.   |
| -------------------- | ------ | ------- |
| Nombre de personnes: | 37 261 | 36 961  |
| Différence:          |        | -0,80 % |

## Monument historique
- Považský hrad
- Manoir Orlové
- Manoir Burg
- Manoir Száparay
- Maison de Dieu Navštívenia Panny Márie

## Célébrités
- Jozef Chovanec (né en 1960), footballeur
- Milan Luhovy (né en 1963), footballeur
- Andrej Meszároš (né en 1985), joueur de hockey
- Marián Vajda (né en 1965), ancien joueur de tennis